# 切法卢
切法卢（義大利語：Cefalù），是意大利西西里大区巴勒莫广域市的一个市镇。总面积65.8平方公里，人口13797人，人口密度209.7人/平方公里（2009年）。ISTAT代码为082027。

## 文艺作品
- 电影《天堂电影院》